# Туили
Туили (итал. Tuili) је насеље у Италији у округу Медио Кампидано, региону Сардинија.
Према процени из 2011. у насељу је живело 1062 становника. Насеље се налази на надморској висини од 207 м.

## Становништво
Према резултатима пописа становништва 2011. у општини је живело 1.207 становника.
| 1931. | 1936. | 1951. | 1961. | 1971. | 1981. | 1991. | 2001. | 2011. |
| ----- | ----- | ----- | ----- | ----- | ----- | ----- | ----- | ----- |
| 1.478 | 1.613 | 1.713 | 1.591 | 1.348 | 1.347 | 1.263 | 1.185 | 1.207 |